# Bélgica en la Copa Mundial de Fútbol de 1954
La selección de Bélgica en la Copa Mundial de Fútbol de 1954 fue uno de los 16 países participantes de la Copa Mundial de Fútbol de 1954, realizada en Suiza. El seleccionado belga clasificó a la cita de Suiza, gracias a que obtuvo el primer lugar del segundo grupo de la eliminatoria de la UEFA, por delante de Suecia y Finlandia.

## Clasificación

### Grupo 2
| Equipo    | Pts | PJ | PG | PE | PP | GF | GC | Dif |
| --------- | --- | -- | -- | -- | -- | -- | -- | --- |
| Bélgica   | 7   | 4  | 3  | 1  | 0  | 11 | 6  | 5   |
| Suecia    | 3   | 4  | 1  | 1  | 2  | 9  | 8  | 1   |
| Finlandia | 2   | 4  | 0  | 2  | 2  | 7  | 13 | -6  |

### Partidos
| Fecha                    | Lugar     |           |  | Resultado |  |           |
| ------------------------ | --------- | --------- |  | --------- |  | --------- |
| 25 de mayo de 1953       | Helsinki  | Finlandia |  | 2:4 (0:3) |  | Bélgica   |
| 28 de mayo de 1953       | Estocolmo | Suecia    |  | 2:3 (2:3) |  | Bélgica   |
| 23 de septiembre de 1953 | Bruselas  | Bélgica   |  | 2:2 (2:0) |  | Finlandia |
| 8 de octubre de 1953     | Bruselas  | Bélgica   |  | 2:0 (1:0) |  | Suecia    |

## Futbolistas
| #     | Posición         | Nombre                  | Fecha de nacimiento      | P. Sel. | Club                   |
| ----- | ---------------- | ----------------------- | ------------------------ | ------- | ---------------------- |
| 1     | Portero          | Léopold Gernaey         | 25 de febrero de 1927    | 7       | K.V. Oostende          |
| 2     | Defensa          | Marcel Dries            | 19 de septiembre de 1929 | 7       | Berchem Sport          |
| 3     | Defensa          | Alfons Van Brandt       | 24 de junio de 1927      | 18      | Lierse                 |
| 4     | Defensa          | Constant Huysmans       | 11 de octubre de 1928    | 5       | KV Beerschot Antwerpen |
| 5     | Centrocampista   | Louis Carré             | 7 de enero de 1925       | 39      | Royal FC Liegeois      |
| 6     | Centrocampista   | Victor Mees             | 22 de abril de 1927      | 31      | Royal Antwerp FC       |
| 7     | Centrocampista   | Jozef Vliers            | 18 de diciembre de 1932  | 0       | Royal Beerschot a. C.  |
| 8     | Delantero        | Denis Houf              | 16 de febrero de 1932    | 0       | Standard Liège         |
| 9     | Delantero        | Henrik Coppens          | 29 de abril de 1930      | 32      | Royal Beerschot a. C.  |
| 10    | Delantero        | Léopold Anoul           | 19 de agosto de 1922     | 45      | Royal FC Liegeois      |
| 11    | Delantero        | Joseph Mermans          | 16 de febrero de 1922    | 45      | Anderlecht             |
| 12    | Portero          | Charles Geerts          | 29 de octubre de 1930    | 0       | KV Beerschot Antwerpen |
| 13    | Defensa          | Henri Dirickx           | 7 de julio de 1927       | 13      | Union St. Gilloise     |
| 14    | Centrocampista   | Robert Van Kerckhoven   | 1 de octubre de 1924     | 5       | Daring Club            |
| 15    | Delantero        | Hippolyte Van den Bosch | 30 de abril de 1926      | 2       | Anderlecht             |
| 16    | Delantero        | Pieter Van den Bosch    | 31 de octubre de 1927    | 0       | Anderlecht             |
| 17    | Portero          | Raymond Ausloos         | 12 de mayo de 1928       | 0       | White Star             |
| 18    | Defensa          | Jef Van der Linden      | 2 de noviembre de 1927   | 0       | Royal Antwerp FC       |
| 19    | Centrocampista   | Jo Backaert             | 5 de agosto de 1921      | 0       | Charleroi SC           |
| 20    | Centrocampista   | Robert Maertens         | 24 de enero de 1930      | 11      | Royal Antwerp FC       |
| 21    | Centrocampista   | Jean Van Steen          | 2 de junio de 1929       | 5       | Anderlecht             |
| 22    | Delantero        | Luc Van Hoyweghen       | 1 de enero de 1929       | 0       | Daring Club            |
| Entr. | Doug Livingstone | Doug Livingstone        |                          |         |                        |

## Participación

### Primera fase

#### Grupo D
| Equipo     | Pts | PJ | PG | PE | PP | GF | GC | Dif |
| ---------- | --- | -- | -- | -- | -- | -- | -- | --- |
| Inglaterra | 3   | 2  | 1  | 1  | 0  | 6  | 4  | 2   |
| Suiza      | 2   | 2  | 1  | 0  | 1  | 2  | 3  | -1  |
| Italia     | 2   | 2  | 1  | 0  | 1  | 5  | 3  | 2   |
| Bélgica    | 1   | 2  | 0  | 1  | 1  | 5  | 8  | -3  |

| 17 de junio de 1954 | Inglaterra                            | 4:4 (2:1) | Bélgica                                            | St. Jakob Park, Basilea                                               |                                                                       |
|                     | Broadis 26', 63' · Lofthouse 36', 91' | Reporte   | Anoul 5', 71' · Coppens 67' · Dickinson 94' (a.g.) | Asistencia: 40.000 espectadores Árbitro(s): Emil Schmetzer (Alemania) | Asistencia: 40.000 espectadores Árbitro(s): Emil Schmetzer (Alemania) |

| 20 de junio de 1954 | Italia                                                         | 4:1 (1:0) | Bélgica   | Stadio Comunale di Cornaredo, Lugano                                     |                                                                          |
|                     | Pandolfini 41' (pen.) · Galli 48' · Frignani 58' · Lorenzi 78' | Reporte   | Anoul 81' | Asistencia: 26.000 espectadores Árbitro(s): Carl Erich Steiner (Austria) | Asistencia: 26.000 espectadores Árbitro(s): Carl Erich Steiner (Austria) |